# Илия Станков
Илия Петков Станков е български офицер, генерал-майор.

## Биография
Роден е на 24 октомври 1947 г. във видинското село Карбинци. Завършва Висшето народно военно артилерийско училище в Шумен.
От 1982 г. е командир на 86-а тежка гаубична артилерийска бригада. В периода 1994 – 2000 г. е началник на Управление „Противовъздушна отбрана“ в Главния щаб на Сухопътните войски. На 26 юни 1996 г. вследствие на реорганизация в формированието е освободен от длъжността командващ на Противовъздушната отбрана на войските в Командването на Сухопътните войски и назначен за началник на управление „Противовъздушна отбрана на войските“ в Главния щаб на Сухопътните войски.На 7 юли 2000 г. е удостоен с висше военно звание генерал-майор, освободен от длъжността началник на управление „Противовъздушна отбрана“ в Главния щаб на Сухопътните войски и назначен за заместник-началник на Главния щаб на Сухопътните войски по ресурсите. На 6 юни 2002 г. е освободен от длъжността заместник-началник на Главния щаб на Сухопътните войски по ресурсите.